# ويليام هنري بيرس
ويليام هنري بيرس هو كاتب سير ذاتية كندي، ولد في 10 يونيو 1856، وتوفي في 1948.